# Mexico Citys Grand Prix 2023
Mexico Citys Grand Prix 2023 (officielt navn: Formula 1 Gran Premio de la Ciudad de México 2023) var et Formel 1-løb, som blev kørt den 29. oktober 2023 på Autódromo Hermanos Rodríguez i Mexico City, Mexico. Det var det nittende løb i Formel 1-sæsonen 2023.

## Kvalifikation
| Pos.               | Nr. | Kører             | Konstruktør                  | Del 1     | Del 2     | Del 3    | Grid |
| ------------------ | --- | ----------------- | ---------------------------- | --------- | --------- | -------- | ---- |
| 1                  | 16  | Charles Leclerc   | Ferrari                      | 1.18,401  | 1.17,901  | 1.17,166 | 1    |
| 2                  | 55  | Carlos Sainz, Jr. | Ferrari                      | 1.18,755  | 1.18,382  | 1.17,233 | 2    |
| 3                  | 1   | Max Verstappen    | Red Bull Racing-Honda RBPT   | 1.18,099  | 1.17,625  | 1.17,263 | 3    |
| 4                  | 3   | Daniel Ricciardo  | AlphaTauri-Honda RBPT        | 1.18,341  | 1.17,706  | 1.17,382 | 4    |
| 5                  | 11  | Sergio Pérez      | Red Bull Racing-Honda RBPT   | 1.18,553  | 1.18,124  | 1.17,423 | 5    |
| 6                  | 44  | Lewis Hamilton    | Mercedes                     | 1.18,677  | 1.17,571  | 1.17,454 | 6    |
| 7                  | 81  | Oscar Piastri     | McLaren-Mercedes             | 1.18,241  | 1.17,874  | 1.17,623 | 7    |
| 8                  | 63  | George Russell    | Mercedes                     | 1.18,893  | 1.17,673  | 1.17,674 | 8    |
| 9                  | 77  | Valtteri Bottas   | Alfa Romeo-Ferrari           | 1.18,429  | 1.18,016  | 1.18,032 | 9    |
| 10                 | 24  | Zhou Guanyu       | Alfa Romeo-Ferrari           | 1.19,016  | 1.18,440  | 1.18,050 | 10   |
| 11                 | 10  | Pierre Gasly      | Alpine-Renault               | 1.18,945  | 1.18,521  | N/A      | 11   |
| 12                 | 27  | Nico Hülkenberg   | Haas-Ferrari                 | 1.18,969  | 1.18,524  | N/A      | 12   |
| 13                 | 14  | Fernando Alonso   | Aston Martin Aramco-Mercedes | 1.18,848  | 1.18,738  | N/A      | 13   |
| 14                 | 23  | Alexander Albon   | Williams-Mercedes            | 1.18,828  | 1.19,147  | N/A      | 14   |
| 15                 | 22  | Yuki Tsunoda      | AlphaTauri-Honda RBPT        | 1.18,890  | Ingen tid | N/A      | 181  |
| 16                 | 31  | Esteban Ocon      | Alpine-Renault               | 1.19,080  | N/A       | N/A      | 15   |
| 17                 | 20  | Kevin Magnussen   | Haas-Ferrari                 | 1.19,163  | N/A       | N/A      | 16   |
| 18                 | 18  | Lance Stroll      | Aston Martin Aramco-Mercedes | 1.19,227  | N/A       | N/A      | PL2  |
| 19                 | 4   | Lando Norris      | McLaren-Mercedes             | 1.21,554  | N/A       | N/A      | 17   |
| 107%-tid: 1.23,565 |     |                   |                              |           |           |          |      |
| –                  | 2   | Logan Sargeant    | Williams-Mercedes            | Ingen tid | N/A       | N/A      | 193  |
| Kilde:             |     |                   |                              |           |           |          |      |

Noter:
↑1 - Yuki Tsunoda skulle starte bagerst som resultat af, at han havde overskrevet mængden af motor og gearkasse komponenter han måtte bruge over en sæson.
↑2 - Lance Stroll måtte starte fra pit lane, efter at have ændret på bilens indstillinger under parc fermé.
↑3 - Logan Sargeant lykkedes ikke at sætte en tid, men fik lov til at ræse af stewardsene.

## Resultat
| Pos.                                                               | Nr. | Kører             | Konstruktør                  | Omgange | Tid/Udgået  | Startpos. | Point |
| ------------------------------------------------------------------ | --- | ----------------- | ---------------------------- | ------- | ----------- | --------- | ----- |
| 1                                                                  | 1   | Max Verstappen    | Red Bull Racing-Honda RBPT   | 71      | 2:02.30,814 | 3         | 25    |
| 2                                                                  | 44  | Lewis Hamilton    | Mercedes                     | 71      | +13,875     | 6         | 191   |
| 3                                                                  | 16  | Charles Leclerc   | Ferrari                      | 71      | +23,124     | 1         | 15    |
| 5                                                                  | 55  | Carlos Sainz, Jr. | Ferrari                      | 71      | +27,154     | 2         | 12    |
| 4                                                                  | 4   | Lando Norris      | McLaren-Mercedes             | 71      | +33,266     | 17        | 10    |
| 6                                                                  | 63  | George Russell    | Mercedes                     | 71      | +41,020     | 8         | 8     |
| 7                                                                  | 3   | Daniel Ricciardo  | AlphaTauri-Honda RBPT        | 71      | +41,570     | 4         | 6     |
| 8                                                                  | 81  | Oscar Piastri     | McLaren-Mercedes             | 71      | +43,104     | 7         | 4     |
| 9                                                                  | 23  | Alexander Albon   | Williams-Mercedes            | 71      | +48,573     | 14        | 2     |
| 10                                                                 | 31  | Esteban Ocon      | Alpine-Renault               | 71      | +1.02,879   | 15        | 1     |
| 11                                                                 | 10  | Pierre Gasly      | Alpine-Renault               | 71      | +1.06,208   | 11        |       |
| 12                                                                 | 22  | Yuki Tsunoda      | AlphaTauri-RBPT              | 71      | +1.18,982   | 18        |       |
| 13                                                                 | 27  | Nico Hülkenberg   | Haas-Ferrari                 | 71      | +1.20,309   | 12        |       |
| 14                                                                 | 24  | Zhou Guanyu       | Alfa Romeo-Ferrari           | 71      | +1.21,676   | 10        |       |
| 15                                                                 | 77  | Valtteri Bottas   | Alfa Romeo-Ferrari           | 71      | +1.25,5972  | 9         |       |
| 163                                                                | 2   | Logan Sargeant    | Williams-Mercedes            | 70      | Benzinpumpe | 19        |       |
| 173                                                                | 18  | Lance Stroll      | Aston Martin Aramco-Mercedes | 66      | Sammenstød  | PL        |       |
| Ret                                                                | 14  | Fernando Alonso   | Aston Martin Aramco-Mercedes | 47      | Sammenstød  | 13        |       |
| Ret                                                                | 20  | Kevin Magnussen   | Haas-Ferrari                 | 31      | Affjedring  | 16        |       |
| Ret                                                                | 11  | Sergio Pérez      | Red Bull Racing-Honda RBPT   | 1       | Sammenstød  | 5         |       |
| Hurtigste omgang: Lewis Hamilton (Mercedes) - 1.21,334 (omgang 71) |     |                   |                              |         |             |           |       |
| Kilde:                                                             |     |                   |                              |         |             |           |       |

Noter:
↑1 - Inkluderer point for hurtigste omgang.
↑2 - Valtteri Bottas blev givet en 5-sekunders straf for at være skyld i et sammenstød med Lance Stroll.  Hans slutposition gik som resultat fra 14. til 15. pladsen.
↑3 - Logan Sargeant og Lance Stroll udgik af ræset, men blev klassificeret som færdiggjort, i det at de havde kørt mere end 90% af ræsdistancen.

## Stilling i mesterskaberne efter løbet
| Pos. | Kører            | Point |
| ---- | ---------------- | ----- |
| 1    | Max Verstappen   | 491   |
| 2    | Sergio Pérez     | 240   |
| 3    | Lewis Hamilton   | 220   |
| 4    | Carlos Sainz Jr. | 183   |
| 5    | Fernando Alonso  | 183   |

| Pos. | Konstruktør           | Point |
| ---- | --------------------- | ----- |
| 1    | Red Bull-Honda RBPT   | 731   |
| 2    | Mercedes              | 371   |
| 3    | Ferrari               | 349   |
| 4    | McLaren-Mercedes      | 256   |
| 5    | Aston Martin-Mercedes | 236   |